# Magni (Samarate)
Magni is een Italiaans motorfietsmerk.
Arturo Magni was ingenieur bij Gilera en later bij MV Agusta, waar hij de racers ontwikkelde waarmee John Surtees, Gary Hocking, Mike Hailwood en Giacomo Agostini hun wereldtitels behaalden. Ook de straatversies kwamen van zijn hand. 

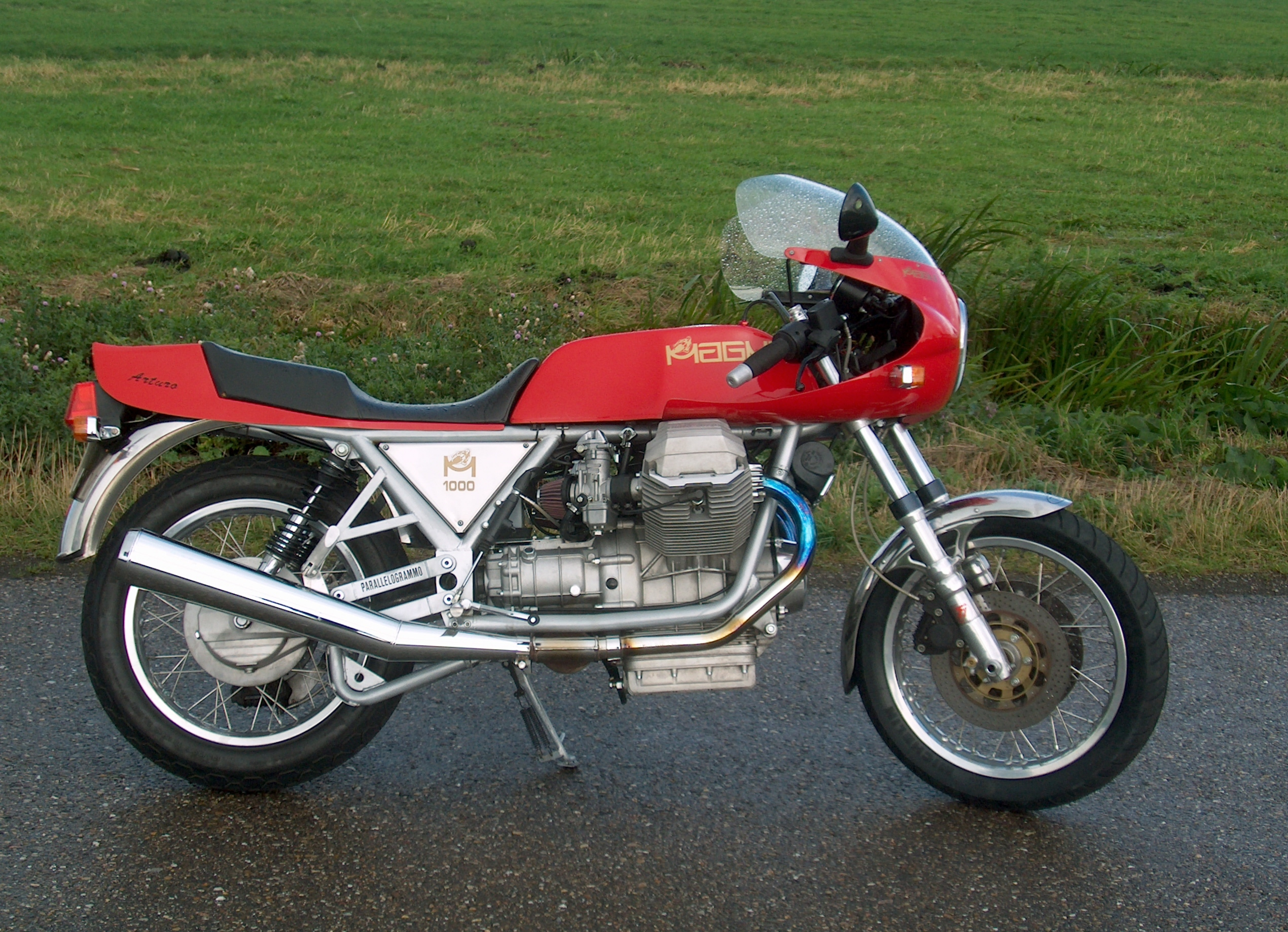
Magni Arturo 1994

Vanaf 1976 kwamen de MV's echter niet meer door de geluidskeuringen en moest er een nieuwe weg ingeslagen worden. 
Eind jaren zeventig nam Magni ontslag bij MV Agusta en begon voor zichzelf, samen met zijn zonen Giovanni en Carlo startte hij EPM (Elaborazioni Preparazoni Magni). In dit bedrijf fabriceerde hij allerlei onderdelen en aanpassingen voor de al bestaande MV's. Nadat Carlo Magni verderging met EPM ontwikkelde Magni eigen motorfietsen, gebruikmakend van motorblokken van andere merken.
Op basis van het sterk op MV lijkende Honda CB 900 Bol d'Or motorblok bouwde hij de MH1 en MH2, waarmee in elk geval de geluidsproblemen waren opgelost. Vanaf die tijd bouwde Magni prachtige specials op basis van deze Honda, en later vooral op basis van Moto Guzzi-blokken. Een kenmerk van de Magni-Guzzi's is de parallellogrammo achtervork, een al door Magni bij Gilera gebruikte constructie waarmee reactiekrachten van de cardan worden opgevangen. Tegenwoordig is zijn bedrijf gevestigd in Samarate, dicht bij de oude MV Agusta-fabrieken. Het wordt gerund door Arturo en zijn zoon Giovanni.
- In het verleden bestond er nog een merk met de naam Magni, zie Magni (Milaan).